# André-Maurice Bovet

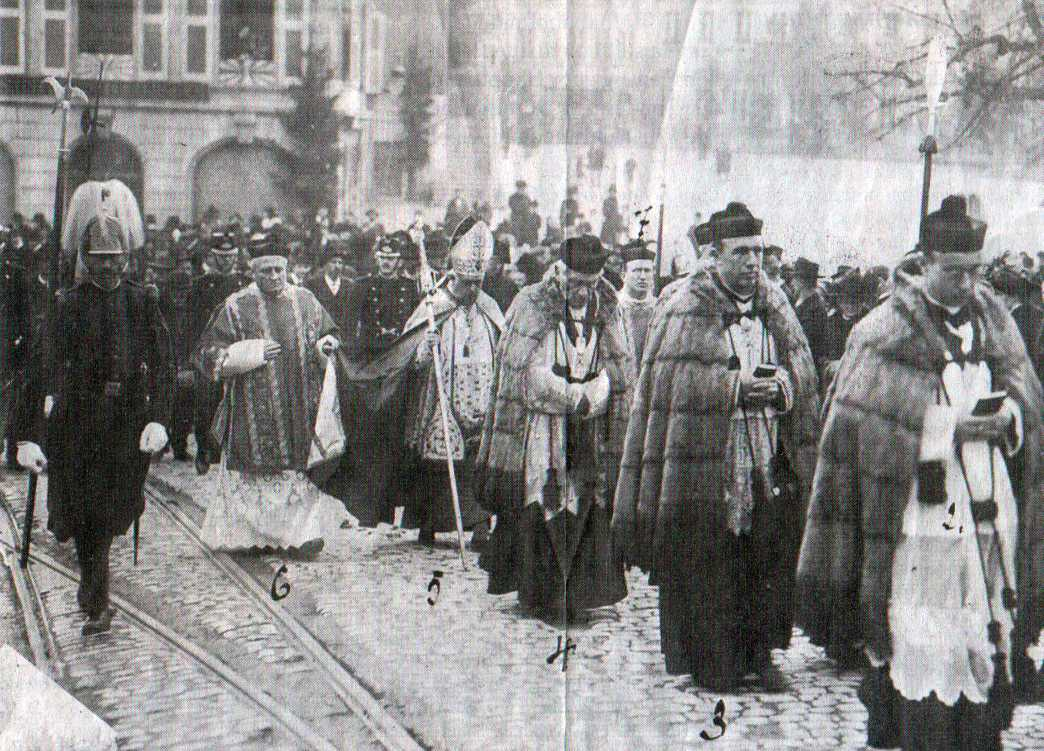
Weihe von Bischof André-Maurice Bovet, Bischof von Lausanne und Genf

André-Maurice Bovet (* 29. November 1865 in Autigny, Kanton Freiburg; † 3. August 1915 in Freiburg) war ein Schweizer römisch-katholischer Geistlicher und Bischof von Lausanne und Genf.

## Leben
André-Maurice Bovet war der Sohn des Landwirts Joseph Bovet und dessen Ehefrau Françoise geb. Dafflon. Er besuchte von 1879 bis 1887 das Kollegium St. Michael in Freiburg und studierte danach Theologie in Innsbruck. Ab 1888 besuchte er das Priesterseminar in Freiburg im Üechtland, setzte seine Studien 1890 bis 1893 an der Universität Freiburg fort und wurde dort zum Dr. theol promoviert. Am 25. August 1891 empfing er die Priesterweihe und wirkte ab 1894 als Vikar in Neuenburg. Im selben Jahr wurde er Lehrer am Kollegium St. Michael in Freiburg und 1895 dessen Leiter. André-Maurice Bovet unterrichtete dort kanonisches Recht und Dogmatik, ab 1907 auch Homiletik.
Am 30. November 1911 wurde André-Maurice Bovet zum Bischof von Lausanne und Genf gewählt. Die Bischofsweihe spendete ihm am 13. Februar 1912 der ehemalige Bischof von Iași, Erzbischof Dominique Jacquet OFMConv; Mitkonsekratoren waren der Bischof von Basel und Lugano, Jakob Stammler, sowie Joseph-Emile Abbet CRA, Abtbischof von Saint-Maurice.

## Wirken
André-Maurice Bovet gründete 1915 das kleine Seminar Saint-Charles in Romont FR und verbesserte die materiellen Grundlagen des Klerus. Er war 1913 an der Gründung der Gewerkschaft Union romande des travailleurs catholiques beteiligt und baute während des Ersten Weltkriegs die Mission catholique suisse zur Unterstützung französischer Kriegsgefangener in Deutschland auf.